# Birgit Herdlitschke
Birgit Herdlitschke (* 21. Oktober 1965 in Köln) ist eine deutsche Regisseurin, Fernsehautorin und Musikjournalistin.

## Leben und Wirken
Birgit Herdlitschke studierte bis 1989 in West-Berlin Anglistik und Publizistik, bevor sie mit ihrer Arbeit für MTV Europe begann. Sie war die deutsche Korrespondentin für den damals noch englischsprachigen Musiksender. Im Jahr 1994 zog Herdlitschke nach London, um in der MTV-Zentrale als Nachrichtenproduzentin zu arbeiten. Von 1995 bis 1997 arbeitete sie in Köln in der Redaktion von Friedrich Küppersbusch als freie Autorin für die Sendungen ZAK und Privatfernsehen.
Nach einem kurzen Umweg über Hamburg, wo sie ein Format für MTV mit Christian Ulmen entwickelte, zog sie 1999 zurück nach Berlin. Bei Kobalt Productions leitete sie mehrere Jahre lang die Redaktion des Musikmagazins Tracks bei Arte.
Seit 2008 führt sie Regie bei längeren Dokumentationen über Popkultur für Arte, darunter Filmporträts über Blixa Bargeld (2008), Sven Regener (2009) und Jean-Michel Jarre (2015), die Geschichte der Schwulen Hymnen (2014) und des Postpunk (2009).
Birgit Herdlitschke arbeitete bei der DEF Media GmbH, neben arte auch für private Fernsehsender wie VOX und Pro7 und den On-Demand-Sender Sky (Her Story: Sarah Wiener). Daneben produzierte sie unter anderem Making-ofs für die Band Rammstein.
Seit 2022 arbeitet Birgit Herdlitschke für die Produktionsfirma FilmFive GmbH, sie betreute dort als Producerin bisher unter anderem die sechsteilige Serie 'HipHop - The Future Is Female', die dreiteilige Serie 'Let's Talk About Porn' und mehrere Primetime-Dokus für ProSieben.

## Privates
Birgit Herdlitschke war mit Jäki Hildisch verheiratet, ist Mutter zweier Kinder und lebt in Berlin.